# Дитрих III фон Хонщайн-Клетенберг
Дитрих III фон Хонщайн-Клетенберг (на немски: Dietrich III von Hohnstein-Heringen-Tonna; * ок. 1281; † между 29 септември 1329 – 4 май 1330) е граф на Хонщайн-Хоенщайн, Клетенберг, Херинген-Тона.

## Произход
Той е най-малкият син на граф Дитрих II (III) фон Хонщайн-Клетенберг-Арнсберг-Зондерсхаузен (ок. 1254 – 1309) и съпругата му София фон Анхалт-Бернбург (1259 – 1330), дъщеря на княз Бернхард I фон Анхалт-Бернбург († 1287) и София Датска († сл. 1284), дъщеря на крал Абел от Дания († 1252) и Мехтилд фон Холщайн († 1288). Най-големият му брат е граф Хайнрих IV фон Хонщайн-Клетенберг († ок. 1344/1350).

## Фамилия
Дитрих III се жени ок. 1305//1310 г. за Елизабет фон Валдек (* ок. 1281; † сл. 24 октомври 1371), дъщеря на граф Ото I фон Валдек (1266 – 1305) и ландграфиня София фон Хесен (ок. 1264 – 1331/1340). Те имат децата:
- Улрих III фон Хонщайн-Келбра († сл. 11 септември 1414), граф Хонщайн и Келбра и Морунген, женен пр. 1362 г. за принцеса Агнес фон Брауншвайг-Люнебург († сл. 1394)
- Хайнрих († 1358/1360), домхер, приор в Халберщат (1341 – 1358)
- Ото († сл. 1315)
- Бернхард († сл. 1315)
- Лудвиг († сл. 1378), архидякон в Магдебург (1361 – 1367)
- Дитрих V фон Хонщайн-Херинген (ок. 1306 – 1379), женен I. 1326/1333 г. за графиня Аделхайд (Агнес) фон Холщайн-Шауенбург-Рендсбург (1299 – 1349/1350), II. пр. 1366 г. за принцеса София фон Брауншвайг (1343 – 1394)
- Елизабет (или Лутруд) († сл. 1380), омъжена I. 1330/1335 г. за граф Ото I фон Щолберг († 1337/1341), II. 1341/1342 г. за граф Конрад IV/V 'Стари' фон Вернигероде († сл. 24 юни 1373)